# Pinheiro Machado (Santa Maria)
Pinheiro Machado est un quartier de la ville brésilienne de Santa Maria, Rio Grande do Sul. Le quartier est situé dans district de Sede.

## Vilas
Le quartier possède les vilas suivantes : Loteamento Bela Vista, Parque Residencial Pinheiro Machado, Parque Residencial Lopes, Pinheiro Machado, Vila Ecologia, Vila Rossi, Vila São Serafim.

## Galerie

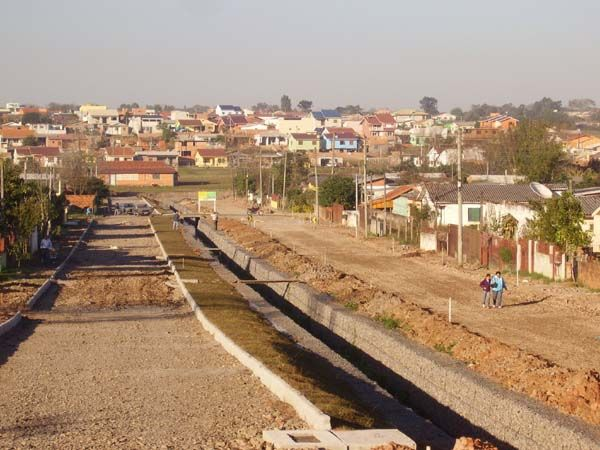
Une vue du quartier.
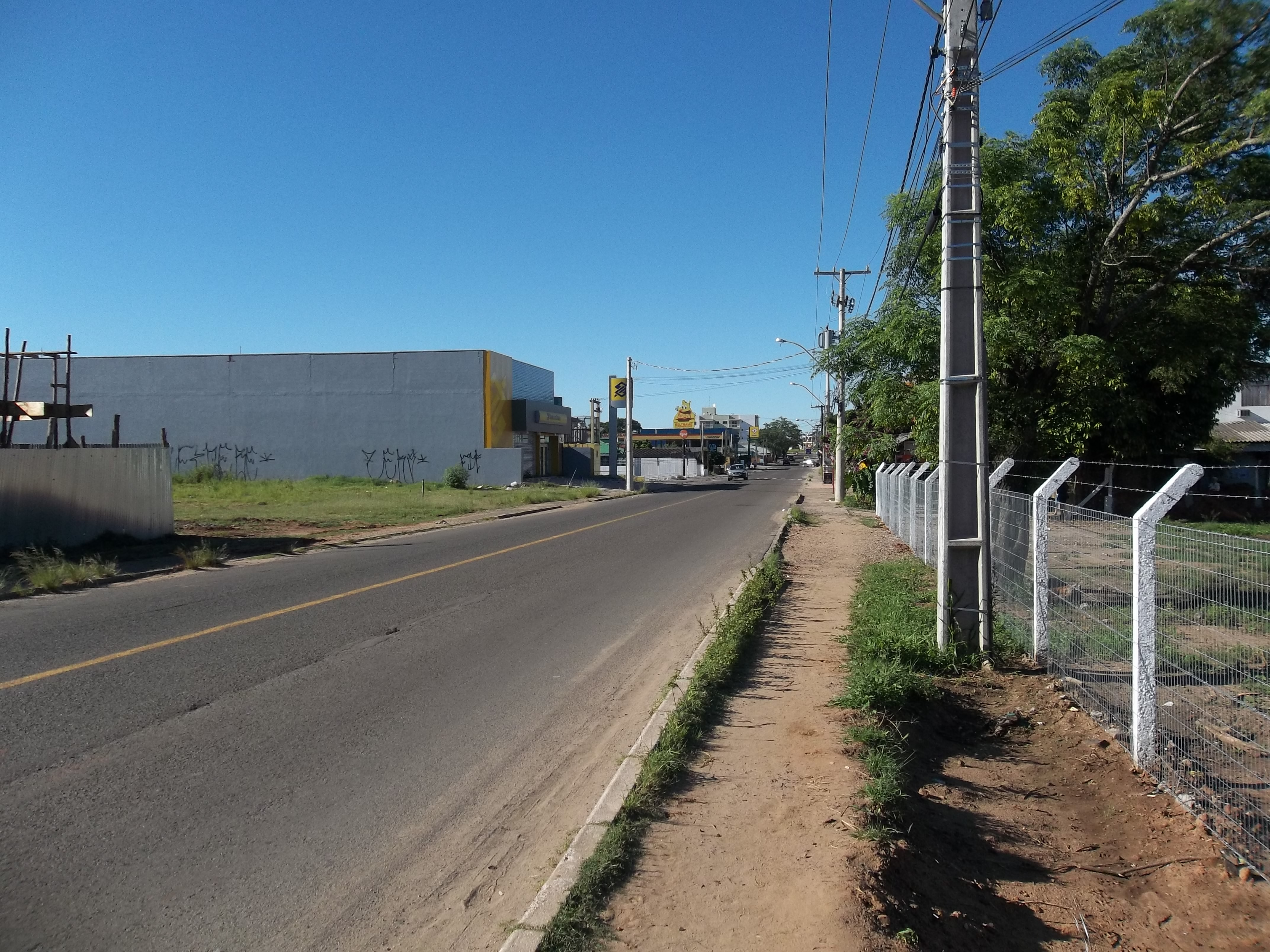
Rue Maranhão.